# Parque natural Texelgruppe
El Parque natural Texelgruppe (en alemán: Naturpark Texelgruppe; en italiano: Parco naturale Gruppo di Tessa) es un área natural protegida en la región de Tirol del Sur fundada en 1976. Ocupa una superficie de 33 430 ha en la provincia autónoma de Bolzano, al norte de Italia. Recibe el nombre del grupo Tessa o Texel.
Forman parte del parque el territorio de las comunas de: 
- Moso in Passiria
- Rifiano
- Tirolo
- Parcines
- San Martino in Passiria
- Naturno
- Senales
- Lagundo

Se trata del parque regional más grande de la provincia italiana de Tirol del Sur y está situado casi en su totalidad en los Alpes de Ötztal. El corazón del parque natural es el grupo de Texel, que limita al sur con la cuenca de Merano y el Venosta, en el este esta Passeier, en el norte Pfelders y Pfossental, y en el oeste Senales. Sin embargo, el parque natural también incluye paisajes de gran alcance al norte del grupo de Texel en la cresta principal de los Alpes de Ötztal, que también lleva a la frontera con Austria.